# Douce et Barbe Bleue
Douce et Barbe Bleue est un conte musical en forme d'opéra d'Isabelle Aboulker de 2002.

## Contexte
Douce et Barbe Bleue est une commande de Radio France. Le livret est d'Eymery Christian. L'œuvre est pour soliste, chœur d'enfants et orchestre. Elle se base sur le conte du même nom de Charles Perrault. Douce est l'épouse d'un homme riche à la barbe bleue. Un jour, ce dernier part en voyage et confie à Douce une petite clé. Seule interdiction, elle ne doit pas ouvrir un petit cabinet. L'œuvre est créée à la Maison de la Radio, à Paris, le 15 septembre 2002,.
En 2011, l'œuvre est jouée à l'Opéra de Lyon dans une mise en scène de Jean-Romain Vesperini,.
En 2025, l'œuvre est à nouveau interprétée à la Maison de la Radio, avec la Maîtrise de Radio France dirigée par Marie-Noëlle Maerten sur une mise en scène de Dominique Moaty.

## Structure
14 tableaux composent l'œuvre : 
1. Une fin sans mystère
2. La demande en mariage  
3. La fête au château   
4. Le mariage  
5. Tout au bout du couloir  
6. Les pipelettes  
7. Macabre découverte  
8. Et tout ce sang  
9. La clef  
10. La colère  
11. Sœur Anne  
12. Je vous aime encore  
13. Après tout quelle importance  
14. Rêver 

## Analyse
À aucun moment, les tourments de l'œuvre n'ébranlent la certitude du public que tout se terminera bien, tant la partition est dynamique, l'ironie sous-jacente, le rythme soutenu, l'alternance entre tension et détente efficace, les couleurs variées, les mélodies sensibles et enveloppantes, les polyphonies savantes, la musique incisive, l'écriture fine et accessible[Selon qui ?].